# Pštrosska
Pštrosska, též Pštroska (Křížovka, Paroubka, Heinovka) je zaniklá usedlost v Praze 2-Vinohradech, která se nacházela na severozápadním rohu ulic Vinohradská a Italská. Původní vinice Křížovka a Řezníková se rozkládaly mezi západním koncem ulice Slezská a Vinohradskou třídou.

## Historie

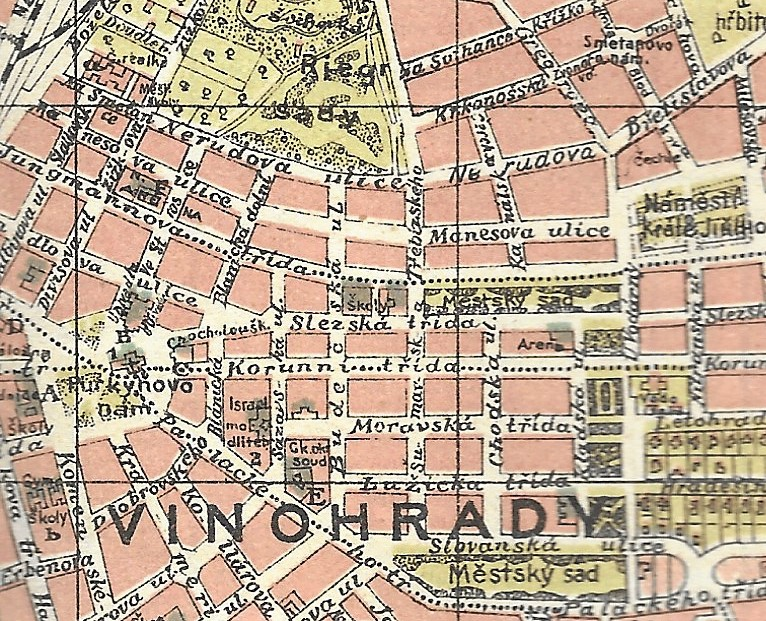
Praha, ulice Ve Strosce (Ve Pštrosce), 1911

Vinice Křížovka se rozkládala v těchto místech již ve 14. století. Jejím tehdejším majitelem byl pražský měšťan Kříž, který vlastnil i nedalekou Vozovou. V 17. století měl v držení Křížovku a sousední Řezníkovou staroměstský primátor Jan Bedřich Sachs, po jehož smrti ji roku 1698 koupil královský apelační rada a doktor práv Jan Kristian Paroubek. Vinici Paroubku koupil roku 1775 staroměstský měšťan Václav Lieber, který na pozemku postavil dům čp. 36. Tuto usedlost spolu s lisem a druhou nově postavenou budovou čp. 35 koupil roku 1805 svobodný pán Josef Enis z Attrů.
Roku 1815 koupili usedlost manželé Jan a Babetta Pštrossovi. Když Jan Pštross zjstil, že místní pramen vody může být léčivý, dal nad studánkou zřídit altán v podobě antického chrámu a u prostřed parku na původní vinici pak postavil lázeňskou budovu s parními lázněmi. Jejich syn Eduard (v letech 1861-1864 vinohradský starosta) lázně po smrti otce roku 1844 převzal a o pět let později zde otevřel divadlo. Scénu vedl ředitel Stavovského divadla Hoffmann a Josef Kajetán Tyl zde byl vrchním režisérem a dramaturgem. Aréna byla sice roku 1861 zbořena, ale již roku 1869 zde z iniciativy herečky divadelního podnikatele Pavla Švandy ze Semčic a jeho manželky, herečky Elišky Peškové bylo postaveno nové letní divadlo (dřevěná aréna bez střechy), opět na náklady rodiny Pštrossovy.
Roku 1872 koupil usedlost František Julius Heine, který pozemky rozparceloval jako stavební. Na jednom díle na rohu budoucích ulic Vinohradská a Balbínova si dal postavit hostinec se sálem. Ten byl po jeho smrti prodán vinohradské obci, zbořen a na části pozemků vznikly Riegrovy sady a část pak byla zastavěna činžovními domy.

## Ulice Ve Pštrosce
Ve Pštrosce, případně Ve Strosce se nazývala v letech 1896–1948 dnešní ulice Anny Letenské na Královských Vinohradech. V dobových inzerátech v tisku bývala zkráceně uváděna jako Pštroska.